# Quincy Ford
Pour les articles homonymes, voir Quincy et Ford (homonymie).
Quincy Ford, né le 20 janvier 1993 à St. Petersburg en Floride, est un joueur américain de basket-ball. Il évolue aux postes d'ailier et d'ailier fort.

## Biographie

### Carrière universitaire
Il passe cinq années universitaires à l'université du Nord-Est où il joue pour les Huskies.

### Carrière professionnelle
Le 23 juin 2016, lors de la draft 2016 de la NBA, automatiquement éligible, il n'est pas sélectionné. Il participe à la NBA Summer League 2016 de Las Vegas avec le Jazz de l'Utah. En six matches (dont cinq titularisations), il a des moyennes de 5,17 points, 6,17 rebonds et 1 passe décisive en 20,6 minutes par match. Il participe également à la NBA Summer League 2016 de Salt Lake City avec le Jazz. En deux matches, il a des moyennes de 5 points, 2,5 rebonds et 1 passe décisive en 14,1 minutes par match.
Le 7 septembre 2016, il signe avec le Jazz de l'Utah pour participer au camp d'entraînement et tenter de faire sa place parmi les quinze joueurs retenus.
En juillet 2020, Ford est recruté par le Basket Club Maritime Gravelines Dunkerque Grand Littoral, en première division française. Cependant, ses performances sont jugées insatisfaisantes et il est remplacé en octobre 2020 par Erik McCree.
À l'été 2021, Ford rejoint le VEF Riga, club de première division lettonne mais son contrat est rompu par le club en août parce qu'il refuse de se faire vacciner contre la Covid-19, à l'encontre des règles lettonnes.

## Palmarès et distinctions

### Palmarès
- First team All-CAA (2016)
- Third team All-CAA (2013)

### Distinctions personnelles
- 2 fois joueur de la semaine en championnat de Belgique[5].

## Statistiques

### Universitaires
Les statistiques en matchs universitaires de Quincy Ford sont les suivantes :
| Saison    | Équipe       | Matchs | Titul. | Min./m | % Tir | % 3pts | % LF | Rbds/m. | Pass/m. | Int/m. | Ctr/m. | Pts/m. |
| --------- | ------------ | ------ | ------ | ------ | ----- | ------ | ---- | ------- | ------- | ------ | ------ | ------ |
| 2011-2012 | Northeastern | 31     | 19     | 29,6   | 43,7  | 32,4   | 73,3 | 4,97    | 1,26    | 1,94   | 1,00   | 11,52  |
| 2012-2013 | Northeastern | 33     | 32     | 32,3   | 40,9  | 34,6   | 78,8 | 5,82    | 1,45    | 1,24   | 0,61   | 12,18  |
| 2013-2014 | Northeastern | 2      | 2      | 26,5   | 29,4  | 30,0   | 66,7 | 2,00    | 2,00    | 1,00   | 0,00   | 8,50   |
| 2014-2015 | Northeastern | 35     | 35     | 31,5   | 40,1  | 37,4   | 75,5 | 5,37    | 2,26    | 0,97   | 1,06   | 10,40  |
| 2015-2016 | Northeastern | 29     | 29     | 34,8   | 40,9  | 34,8   | 74,4 | 6,97    | 2,59    | 1,48   | 0,86   | 16,45  |
| Total     | Total        | 130    | 117    | 31,9   | 41,2  | 34,9   | 75,5 | 5,69    | 1,88    | 1,38   | 0,87   | 12,44  |